# Sam Bird

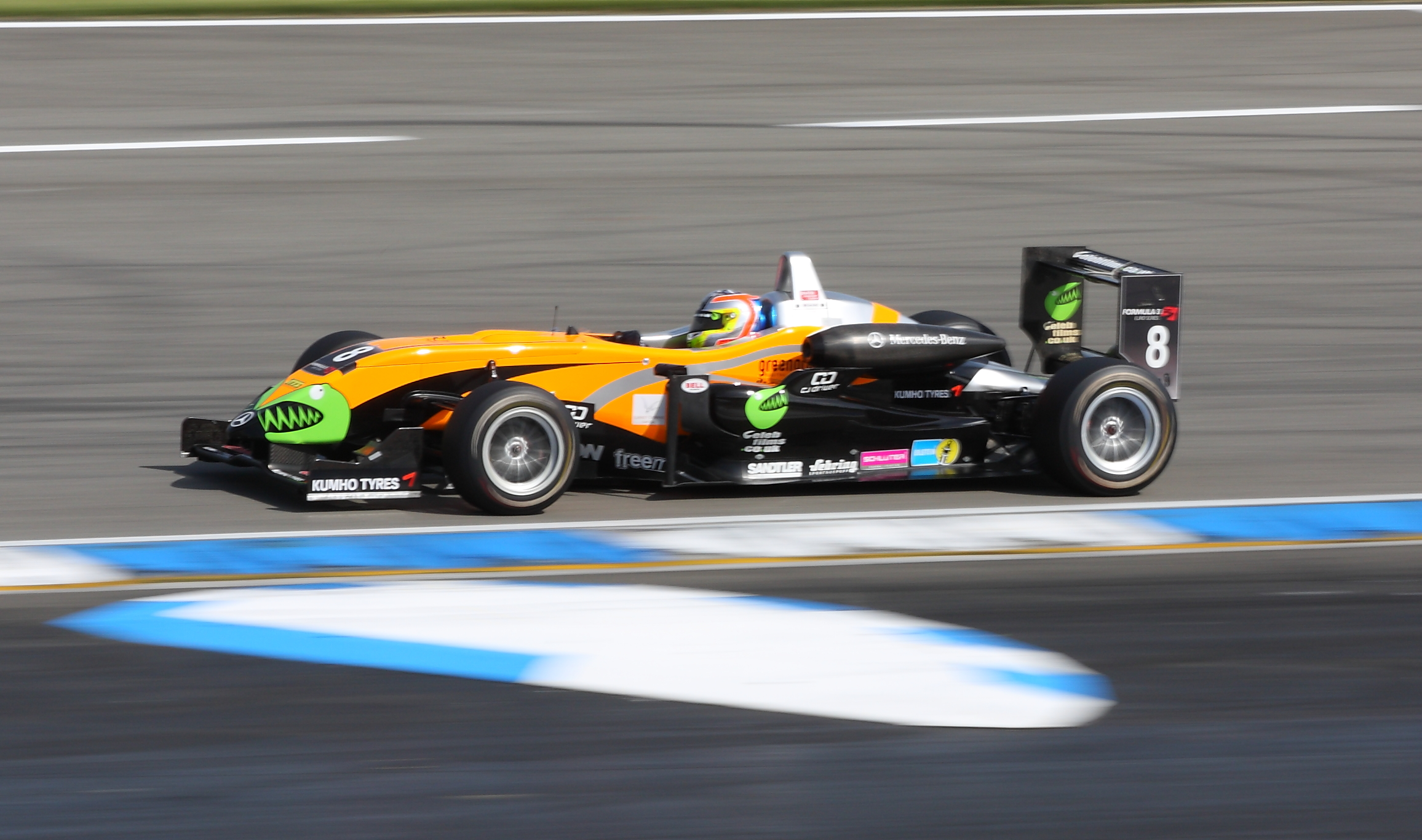
Bird en F3 Euroseries (2009)

Sam Jamie Bird (Londres, 9 de enero de 1987) es un piloto de automovilismo británico. Fue tercero de la Fórmula Renault 3.5 en 2012 y subcampeón de GP2 Series en 2013. Desde la temporada inaugural disputa el Campeonato Mundial de Fórmula E, resultando tercero en 2017-18, cuarto en 2015-16 y 2016-17, y quinto en 2014-15. Desde 2021 hasta 2023 corrió con Jaguar, luego de haber competido para Virgin desde 2014. En 2024 es piloto del equipo McLaren en la categoría.
Por otra parte, disputa el Campeonato Mundial de Resistencia, donde fue campeón de la clase LMP2 en 2015 y segundo en las 24 Horas de Le Mans 2015 con G-Drive, y subcampeón de la clase GT en 2016 con AF Corse.

## Carrera
Bird se hizo un nombre en las carreras de monoplazas en la Fórmula BMW del Reino Unido en 2004, en la general quedó decimocuarto en su primera temporada y el segundo en la copa de novatos. Al año siguiente fue subcampeón de la Fórmula BMW Británica, y resultó en el cuarto lugar en el mundial de Fórmula BMW.
Para 2006, Bird entró en el británico Fórmula Renault serie, donde ganó cuatro carreras y fue cuarto en el campeonato, 111 puntos por detrás de campeón de la serie Sebastián Hohenthal.
En 2007, Bird compitió en el Campeonato Británico de Fórmula 3 con Carlin Motorsport. En marzo de 2007, el patrocinio de Bird se garantiza gracias a de BP, Bird fue elegido miembro de la Motor Sports Association de élite en abril de 2007, junto con otros cinco pilotos en la serie británica y también participó en una serie de pruebas aerodinámicas con el Williams F1 Team.
Bird se trasladó a Manor Motorsport y a la Fórmula 3 Euroseries en 2008 y tenía un año de prueba, terminando undécimo en el campeonato con 23 puntos, 16 de los cuales llegaron de segundos puestos en las carreras el sábado en Catalunya y Le Mans. Para 2009, se unió a Mücke Motorsport. Obtuvo su primera pole position y vueltas más rápidas, pero no logró ganar una carrera en ruta al octavo en el campeonato. Bird se perdió la última ronda de la F3 Euroseries para unirse a ART Grand Prix para la GP2 Asia Series en el Circuito Yas Marina en Abu Dabi. Él compitió en la temporada para la escudería, donde finalizó 7º en la serie, con un segundo puesto en la ronda final.
Bird disputó la Temporada 2010 de GP2 Series con ART, después de haber codiciado una unidad con el equipo francés. Fue, pero con frecuencia con mala suerte, perdiendo varios resultados posibles debido a problemas técnicos, fallas de motor y las colisiones de las que no tuvo la culpa. Sin embargo, se las arregló para conseguir su primera victoria en la primera carrera en Monza, así como para reclamar su vuelta más rápida de la carrera. Además, el 16 de noviembre de 2010, Bird participó en la prueba de los conductores jóvenes en Abu Dabi conduciendo un Mercedes. Se puso en el tercer mejor tiempo, 1.118 segundos más lento que marca la pauta de Daniel Ricciardo de Red Bull.
En la temporada 2011 de la GP2 Series termina 6º en el campeonato con 45 puntos, logrando como mejores resultados 3 podios en las 3 primeras carreras. Mientras tanto en la GP2 Asia logró un séptimo puesto como mejor resultado en cuatro carreras y terminó 12º en el campeonato. En 2012 Bird pasó a la Fórmula Renault 3.5 Series para competir en la categoría con el equipo ISR; cosechó 2 victorias y 7 podios para terminar tercero en la tabla general.
El piloto volvió a la GP2 en 2013 con el equipo Russian Time, resultando subcampeón por detrás de Fabio Leimer, con 5 victorias, un segundo puesto, dos cuartos y otros 8 resultados puntuables.
En 2014 disputó dos fechas del Campeonato Mundial de Resistencia para AF Corse con una Ferrari 458 de la clase GTE-Am.
En marzo de 2014 se hizo oficial su incorporación al club de pilotos de Fórmula E con intención de participar en la temporada inaugural 2014-15 del nuevo campeonato mundial de Fórmula E organizado por la Federación Internacional del Automóvil (FIA). En mayo de 2014 se anuncia oficialmente que será piloto titular de Virgin Racing junto con Jaime Alguersuari. Logró victorias en Malasia y Londres 2, un tercer puesto en Pekín y un cuarto en Mónaco, de manera que se ubicó quinto en la clasificación final.
Bird se unió al equipo G-Drive para disputar el Campeonato Mundial de Resistencia 2015 con un Ligier-Nissan junto a Roman Rusinov y Julien Canal. Logró la victoria de la clase LMP2 en Silverstone, Austin, Fuji y Baréin, y el segundo puesto en las 24 Horas de Le Mans, Nürburgring y Shanghái. Así, se coronó campeón de pilotos y equipos de la clase LMP2.

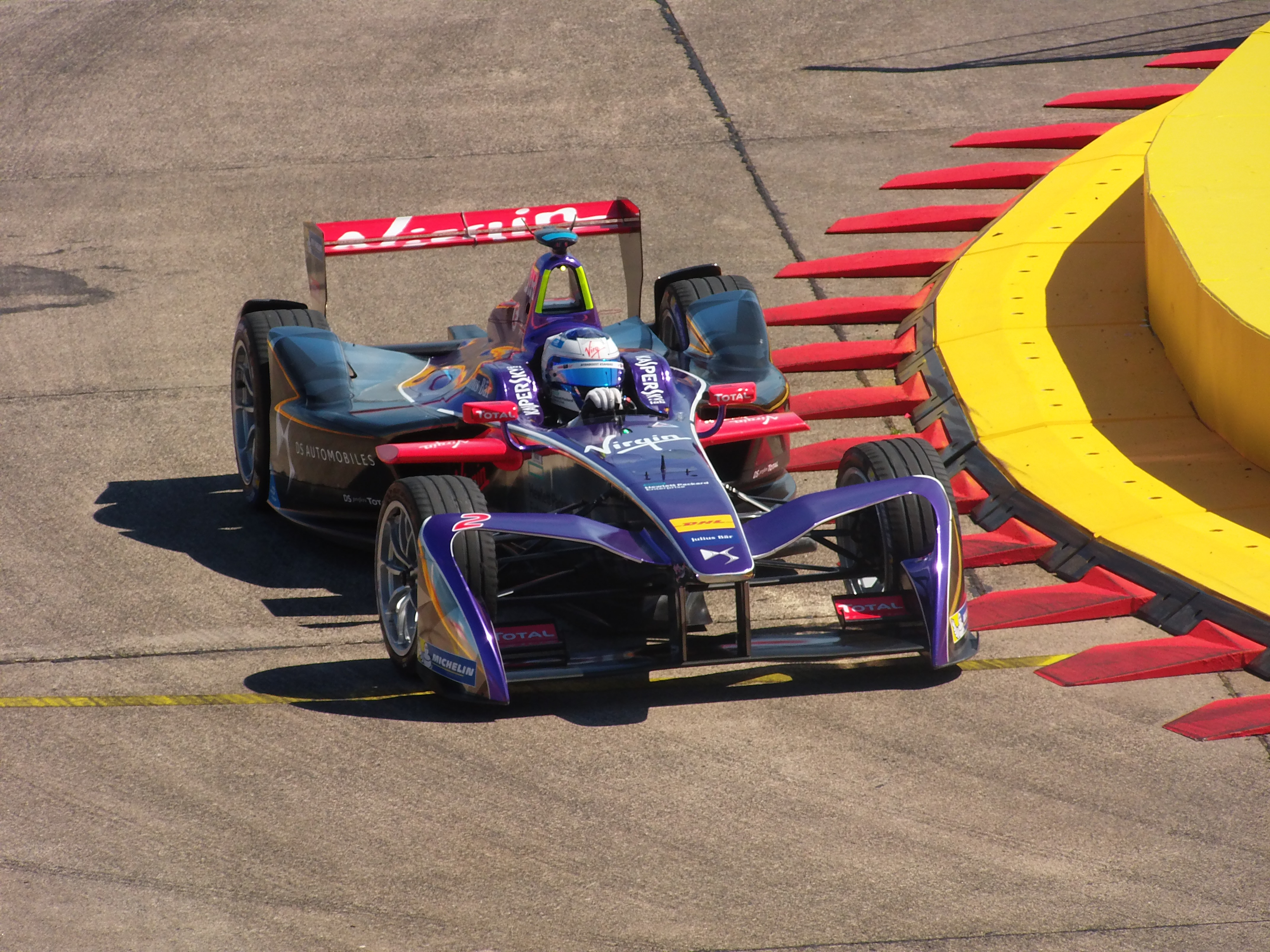
Sam Bird compitiendo en Fórmula E, año 2017.

En Fórmula E 2015-16, Bird logró una victoria y un segundo puesto con DS Virgin, pero su constancia en la zona de puntos lo dejó cuarto en el campeonato.
En 2016, siguió en el Campeonato Mundial de Resistencia pero conduciendo una Ferrari 488 oficial de AF Corse en la clase GTE-Pro. Formando dupla con Davide Rigon, el británico logró dos victorias y cinco podios. Resultó subcampeón de pilotos GT, y ayudó a Ferrari para que logré el título de marcas.
Para la temporada 2016/17 de la Fórmula E, Bird se mantuvo en DS Virgin Racing logrando dos triunfos en la doble ronda de New York y acabando cuarto en el campeonato. 
En 2017, el británico disputó ocho de las nueve fechas del Campeonato Mundial de Resistencia para AF Corse con una Ferrari 488 de la clase GTE-Pro. Logró dos victorias y cuatro podios, resultando octavo en el campeonato de pilotos y cuarto en el campeonato de equipos. Además, participó en las 24 Horas de Daytona con el equipo Scuderia Corsa, pilotando una Ferrari 488 de la clase GT Daytona.

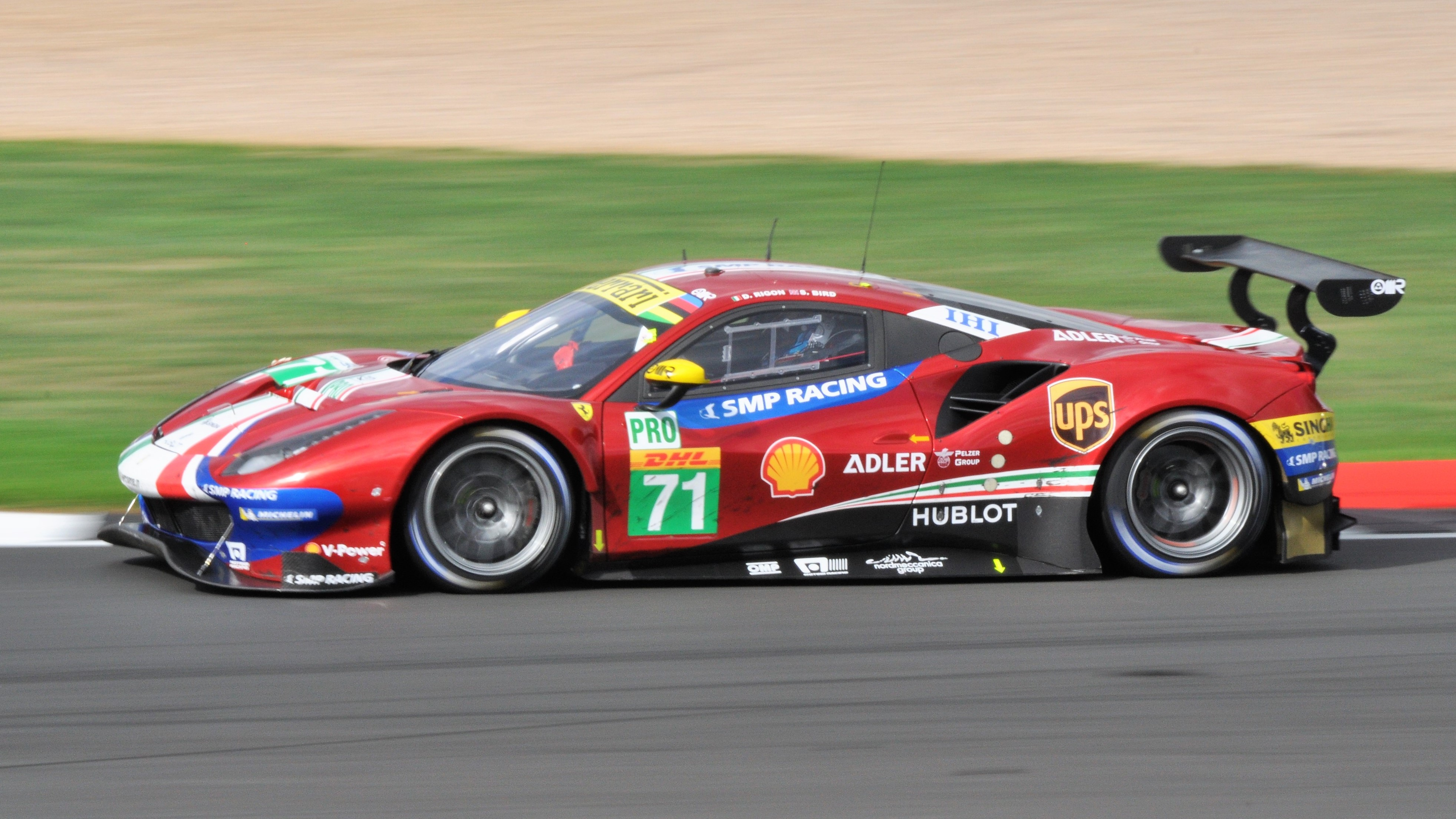
Ferrari 488 de Bird en Silverstone 2018.

En la temporada 2017-18 de Fórmula E, el piloto logró dos victorias y tres terceros puestos en las primeras ocho carreras. Volvió a sumar otro podio, lo que le sirvió para finalizar tercero en el campeonato.
En las dos siguientes temporadas, los resultados decayeron y solamente alcanzó una victoria por temporada. La de 2019-20 fue la última de Bird con Virgin. A partir del próximo año será piloto de Jaguar.

## Resultados

### GP2 Asia Series
(Clave) (negrita indica pole position) (cursiva indica vuelta rápida puntuable)

| Año     | Escudería            | 1    | 1    | 2    | 2    | 3    | 3    | 4    | 4    | Pos. | Puntos | Ref.  |
| ------- | -------------------- | ---- | ---- | ---- | ---- | ---- | ---- | ---- | ---- | ---- | ------ | ----- |
| 2009-10 | ART Grand Prix       | YMC1 | YMC1 | YMC2 | YMC2 | SAK1 | SAK1 | SAK2 | SAK2 | 7.º  | 12     | [ 7 ] |
| 2009-10 | ART Grand Prix       | 18†  | 18   | Ret  | Ret  | 13   | 4    | 6    | 2    | 7.º  | 12     | [ 7 ] |
| 2011    | iSport International | YMC  | YMC  | IMO  | IMO  |      |      |      |      | 12.º | 2      | [ 8 ] |
| 2011    | iSport International | 7    | Ret  | Ret  | Ret  |      |      |      |      | 12.º | 2      | [ 8 ] |

### GP2 Series
(Clave) (negrita indica pole position) (cursiva indica vuelta rápida puntuable)

| Año  | Escudería            | 1   | 1   | 2   | 2   | 3   | 3   | 4   | 4   | 5   | 5   | 6   | 6   | 7   | 7   | 8   | 8   | 9   | 9   | 10  | 10  | 11  | 11  | Pos. | Puntos | Ref.   |
| ---- | -------------------- | --- | --- | --- | --- | --- | --- | --- | --- | --- | --- | --- | --- | --- | --- | --- | --- | --- | --- | --- | --- | --- | --- | ---- | ------ | ------ |
| 2010 | ART Grand Prix       | BAR | BAR | MON | MON | EST | EST | VAL | VAL | SIL | SIL | HOC | HOC | BUD | BUD | SPA | SPA | MNZ | MNZ | YMC | YMC |     |     | 5.º  | 48     | [ 9 ]  |
| 2010 | ART Grand Prix       | 9   | 4   | 18  | 10  | 3   | 10  | 3   | 10  | 4   | DNS | 14  | 5   | 13  | Ret | Ret | 12  | 1   | 3   | 3   | Ret |     |     | 5.º  | 48     | [ 9 ]  |
| 2011 | iSport International | EST | EST | BAR | BAR | MON | MON | VAL | VAL | SIL | SIL | NÜR | NÜR | BUD | BUD | SPA | SPA | MNZ | MNZ |     |     |     |     | 6.º  | 45     | [ 10 ] |
| 2011 | iSport International | 2   | 3   | 3   | 5   | Ret | 13  | 5   | 12  | 5   | 6   | 8   | 7   | 17  | 5   | 12  | 5   | 4   | 4   |     |     |     |     | 6.º  | 45     | [ 10 ] |
| 2013 | RUSSIAN TIME         | KUA | KUA | SAK | SAK | BAR | BAR | MON | MON | SIL | SIL | NÜR | NÜR | BUD | BUD | SPA | SPA | MNZ | MNZ | SIN | SIN | YMC | YMC | 2.º  | 181    | [ 11 ] |
| 2013 | RUSSIAN TIME         | 7   | Ret | 6   | 1   | 21† | 12  | 1   | 24  | 1   | 5   | 13  | 8   | 10  | 8   | 1   | 14  | 2   | 4   | 8   | 1   | 10  | 4   | 2.º  | 181    | [ 11 ] |

### Fórmula Renault 3.5 Series
(Clave) (negrita indica pole position) (cursiva indica vuelta rápida)
| Año  | Equipo | 1       | 2     | 3     | 4       | 5       | 6       | 7       | 8       | 9         | 10        | 11      | 12       | 13      | 14       | 15      | 16      | 17      | Pos. | Puntos |
| ---- | ------ | ------- | ----- | ----- | ------- | ------- | ------- | ------- | ------- | --------- | --------- | ------- | -------- | ------- | -------- | ------- | ------- | ------- | ---- | ------ |
| 2012 | ISR    | ALC 1 9 | ALC 2 | MON 1 | SPA 1 3 | SPA 2 5 | NÜR 1 8 | NÜR 2 4 | MSC 1 3 | MSC 2 Ret | SIL 1 Ret | SIL 2 1 | HUN 1 10 | HUN 2 4 | LEC 1 10 | LEC 2 3 | CAT 1 2 | CAT 2 8 | 3.º  | 177    |

### Campeonato Mundial de Resistencia de la FIA
(Clave) (negrita indica pole position) (cursiva indica vuelta rápida)

| Año     | Escudería      | Clase     | Automóvil              | 1   | 2   | 3   | 4   | 5   | 6   | 7   | 8   | 9   | Pos. | Puntos | Ref.   |
| ------- | -------------- | --------- | ---------------------- | --- | --- | --- | --- | --- | --- | --- | --- | --- | ---- | ------ | ------ |
| 2014    | AF Corse       | LMGTE Pro | Ferrari 458 Italia GT2 | SIL | SPA | LMS | COA | FUJ | SHA | BHR | SÃO |     | 16.º | 17     | [ 12 ] |
| 2014    | AF Corse       | LMGTE Pro | Ferrari 458 Italia GT2 | 3   |     | Ret |     |     |     |     |     |     | 16.º | 17     | [ 12 ] |
| 2015    | G-Drive Racing | LMP2      | Ligier JS P2-Nissan    | SIL | SPA | LMS | NÜR | COA | FUJ | SHA | BHR |     | 1.º  | 178    | [ 13 ] |
| 2015    | G-Drive Racing | LMP2      | Ligier JS P2-Nissan    | 1   | 9   | 2   | 2   | 1   | 1   | 2   | 1   |     | 1.º  | 178    | [ 13 ] |
| 2016    | AF Corse       | LMGTE Pro | Ferrari 488 GTE        | SIL | SPA | LMS | NÜR | MEX | COA | FUJ | SHA | BHR | 2.º  | 134    | [ 14 ] |
| 2016    | AF Corse       | LMGTE Pro | Ferrari 488 GTE        | 1   | 1   | Ret | 2   | 4   | 3   | 4   | 5   | 3   | 2.º  | 134    | [ 14 ] |
| 2017    | AF Corse       | LMGTE Pro | Ferrari 488 GTE        | SIL | SPA | LMS | NÜR | MEX | COA | FUJ | SHA | BHR | 5.º  | 139    | [ 15 ] |
| 2017    | AF Corse       | LMGTE Pro | Ferrari 488 GTE        | 5   | 1   | 4   |     | 2   | 3   | 5   | 6   | 1   | 5.º  | 139    | [ 15 ] |
| 2018-19 | AF Corse       | LMGTE Pro | Ferrari 488 GTE        | SPA | LMS | SIL | FUJ | SHA | SEB | SPA | LMS |     | 12.º | 54.5   | [ 16 ] |
| 2018-19 | AF Corse       | LMGTE Pro | Ferrari 488 GTE        | 3   | 6   | 16  | 10  | 6   | 6   | 6   | Ret |     | 12.º | 54.5   | [ 16 ] |

### 24 Horas de Le Mans
| Año     | Equipo            | Copilotos                        | Automóvil              | Clase   | Vueltas | Pos. | Pos. Clase |
| ------- | ----------------- | -------------------------------- | ---------------------- | ------- | ------- | ---- | ---------- |
| 2014    | AF Corse          | Stephen Wyatt Michele Rugolo     | Ferrari 458 Italia GTC | GTE Am  | 22      | DNF  | DNF        |
| 2015    | G-Drive Racing    | Roman Rusinov Julien Canal       | Ligier JS P2-Nissan    | LMP2    | 358     | 10.º | 2.º        |
| 2016    | AF Corse          | Andrea Bertolini Davide Rigon    | Ferrari 488 GTE        | GTE Pro | 143     | DNF  | DNF        |
| 2017    | AF Corse          | Davide Rigon Miguel Molina       | Ferrari 488 GTE        | GTE Pro | 339     | 21.º | 5.º        |
| 2018    | AF Corse          | Davide Rigon Miguel Molina       | Ferrari 488 GTE Evo    | GTE Pro | 338     | 24.º | 9.º        |
| 2019    | AF Corse          | Davide Rigon Miguel Molina       | Ferrari 488 GTE Evo    | GTE Pro | 140     | DNF  | DNF        |
| 2020    | AF Corse          | Davide Rigon Miguel Molina       | Ferrari 488 GTE Evo    | GTE Pro | 340     | DNF  | DNF        |
| 2021    | AF Corse          | Davide Rigon Miguel Molina       | Ferrari 488 GTE Evo    | GTE Pro | 331     | 37.º | 5.º        |
| 2022    | Riley Motorsports | Felipe Fraga Shane van Gisbergen | Ferrari 488 GTE Evo    | GTE Pro | 347     | 32.º | 5.º        |
| Fuente: |                   |                                  |                        |         |         |      |            |

### Fórmula E
(clave) (negrita indica pole position) (cursiva indica vuelta rápida)
| Año     | Equipo                      | 1       | 2       | 3       | 4       | 5       | 6       | 7      | 8       | 9       | 10      | 11      | 12      | 13      | 14      | 15      | 16      | Pos  | Puntos |
| ------- | --------------------------- | ------- | ------- | ------- | ------- | ------- | ------- | ------ | ------- | ------- | ------- | ------- | ------- | ------- | ------- | ------- | ------- | ---- | ------ |
| 2014-15 | Virgin Racing               | PEK 3   | PUT 1   | PDE Ret | BUE 7   | MIA 8   | LBH Ret | MON 4  | BER 8   | MOS Ret | LON 6   | LON 1   |         |         |         |         |         | 5.º  | 103    |
| 2015-16 | DS Virgin Racing            | PEK 7   | PUT 2   | PDE Ret | BUE 1   | MEX 6   | LBH 6   | PAR 6  | BER 11  | LON 7   | LON Ret |         |         |         |         |         |         | 4.º  | 88     |
| 2016-17 | DS Virgin Racing            | HKG 13  | MAR 2   | BUE Ret | MEX 3   | MON Ret | PAR 16  | BER 7  | BER 7   | NYC 1   | NYC 1   | MTL 5   | MTL 4   |         |         |         |         | 4.º  | 122    |
| 2017-18 | DS Virgin Racing            | HKG 1   | HKG 5   | MAR 3   | SAN 5   | MEX 17  | PDE 3   | ROM 1  | PAR 3   | BER 7   | ZUR 2   | NYC 9   | NYC 10  |         |         |         |         | 3.º  | 143    |
| 2018-19 | Envision Virgin Racing      | ALD 11  | MAR 3   | SAN 1   | MEX 9   | HKG 6   | SNY Ret | ROM 11 | PAR 11  | MON 16  | BER 9   | BRN 4   | NYC 8   | NYC 4   |         |         |         | 9.º  | 85     |
| 2019-20 | Envision Virgin Racing      | DIR 1   | DIR Ret | SAN 10  | MEX Ret | MAR 10  | BER 3   | BER 6  | BER 13  | BER 11  | BER 20  | BER 5   |         |         |         |         |         | 10.º | 63     |
| 2020-21 | Jaguar Racing               | DIR Ret | DIR 1   | ROM 2   | ROM Ret | VAL DSQ | VAL 14  | MON 7  | PUE Ret | PUE 12  | NYC 9   | NYC 1   | LON Ret | LON Ret | BER Ret | BER 7   |         | 6.º  | 87     |
| 2021-22 | Jaguar TCS Racing           | DIR 4   | DIR 15  | MEX 15  | ROM 5   | ROM Ret | MON Ret | BER 7  | BER 11  | YAK 10  | MAR 9   | NYC 7   | NYC 5   | LON Ret | LON 8   | SEÚ INJ | SEÚ INJ | 13.º | 51     |
| 2022-23 | Jaguar TCS Racing           | MEX Ret | DIR 3   | DIR 4   | HYD Ret | CAB DNS | SÃO 3   | BER 2  | BER 19  | MON 16  | YAK 21  | YAK DNS | PRT 17  | ROM Ret | ROM 3   | LON 4   | LON 7   | 8.º  | 95     |
| 2023-24 | NEOM McLaren Formula E Team | MEX 14  | DIR 4   | DIR Ret | SÃO 1   | TOK NC  | MIS Ret | MIS 10 | MON WD  | BER     | BER     | SHA 17  | SHA Ret | PRT 7   | PRT Ret | LON 8   | LON Ret | 13.º | 48     |
| 2024-25 | NEOM McLaren Formula E Team | SÃO 4   | MEX 18  | YED 8   | YED 12  | MIA 18  | MON 11  | MON 20 | TOK 14  | TOK 8   | SHA 7   | SHA 15  | YAK 8   | BER 11  | BER Ret | LON Ret | LON Ret | 18.º | 31     |
| Fuente: |                             |         |         |         |         |         |         |        |         |         |         |         |         |         |         |         |         |      |        |